# 山田優 (藝人)
山田優（日语：／ Yamada Yū，1984年7月5日—）是一名日本模特兒、演員、歌手，出生於沖繩縣國頭郡恩納村。

## 經歷
山田優曾就讀沖繩Actor's School，在校時屬校內組織B.B.WAVES。經紀公司是K-DASH，日本藝術高等學園畢業。14歲時與屋宜由佳（yuka）、伊敷優香（yuuka）一起組成「y'z factory」出道，其後演、歌雙棲，演出多部知名電視劇。

## 個人生活

### 家族
母親山田美加子18歲時曾獲東京小姐稱號，22歲成為第一代沖繩小姐，目前是MISS Universe JAPAN SCHOOL沖繩學校校長。弟弟為演員山田親太朗。

### 婚姻
2008年，開始與演員小栗旬正式交往。2012年3月13日宣布與小栗旬於3月14日入籍結婚。其後，10月在沖繩舉行婚禮，僅親屬好友參加；2013年1月6日在美國夏威夷州舉辦公開婚禮和婚宴。
2014年9月底，女兒誕生。

## 作品

### 連續劇
- 叫他第一名!（2001年、富士電視台）飾 大沢一子
- 金田一少年事件簿（2001年、日本電視台）飾 千堂百恵（恭子）
- 歓迎!ダンジキ御一行様（2001年、日本電視台）飾 城島茜
- 幸福的尾巴（2002年、TBS電視台）飾 小林菜乃子
- コスメティック（2003年、WOWOW）
- 愛するために愛されたい（2003年、TBS）飾 樋口恭子
- ムコ入り刑事 高山家・明の事件ファイル（2003年〜2005年、TBS）飾 高山小夜子
- それは、突然、嵐のように…（2004年、TBS）飾 臼井加奈
- オレンジデイズ（2004年、TBS）飾 佐伯そよ子
- ビー・バップ・ハイスクール（2004年、TBS）飾 三原山順子
- 日本のこわい夜〜エピソード5 “大生首”〜（2004年、TBS）飾 真由
- Xmasなんて大嫌い（2004年、日本電視台）飾 村上レナ役
- 不愉快的基因（2005年、富士電視台）飾 柳川美幸
- 夢で逢いましょう（2005年、TBS）飾 中野美香
- 里見八犬傳（2006年、TBS）飾 犬坂毛野（胤智）
- 折翼的天使們 第三夜 “Actress”（2006年3月1日、富士電視台）飾 吉井奈央
- 銭華～銀座ホステス株バトル～（2006年、日本電視台）飾 米山真由美
- 愛上無賴男（日语：だめんず・うぉ〜か〜 (テレビドラマ)）（2006年、朝日電視台）飾 高見ナツ
- 華麗一族（2007年、TBS）飾 安田万樹子
- 銭華2 DX豪華版（2007年、日本電視台）飾 米山真由美
- 交響情人夢SP（2008年1月4、5日　富士電視台）飾 孫蕊
- 貧窮男子（2008年、日本電視台）飾 中原未海
- 極道鮮師3（2008年、富士電視台） - 風間薫子
- 我姊是惡魔（2008年、日本電視台）飾 中田槇子
- 我的帥管家（2009年、富士電視台）飾 本郷詩織（ルチア）
- 白色榮光第2彈 南丁格爾的沈默（2009年10月9日）飾 濱田小夜（兒童科護士）
- 任俠「耆」兵（2009年、富士電視台）
- 懸崖邊的繪里～世上最重要的金錢故事～（2010年, 朝日電視台）飾 相原（鴨田）繪里子
- Vision 能看到凶杀的女人（2012年7月播映、读卖电视台）飾 来栖玲奈
- 華麗追隨（2020年2月上線、Netflix）飾 山田優

### 電影
- ROUTE 58（2003年、GAGA） - 凛
- 奇跡は空から降ってくる（2005年12月20日～24日、期間限定上映） - 主演・青山れい子
- 秋葉原@DEEP（2006年、東映）- アキラ
- 明日的記憶
- The焼肉ムービー プルコギ（2007年、ファントム・フィルム） - 主演
- サーフズ・アップ（2007年、ソニー・ピクチャーズ） - ラニ（日語配音）
- カンナさん大成功です!（2008年秋）- 主演・カンナ
- 交響情人夢 電影版（2010年）- 孫蕊
- 新宿天鵝

### 雜誌
- CanCam專屬模特兒（2000-2009年）
- an・an 1446号（2005年1月12日）
- GINGER（2009年、講談社）
- GLAMOROUS（2009年、幻冬捨）

### 唱片
1. REAL YOU（2006年9月20日）
2. EYES ON ME（2007年3月7日）
3. Fly So High（2007年6月13日）
4. fiesta! fiesta!（2007年9月5日）
5. leave all behind（2008年4月23日）
6. MYUSIC -專輯 （2008年5月14日）

## 獎項
- 2008年第58回日劇學院賞最佳女配角：《我姊是惡魔》

## 外部連結
- 山田優的Instagram帳戶
- 山田優的Facebook專頁
- 山田優 オフィシャルブログ 『Yu』 （页面存档备份，存于） -官方Blog